# Midila equatorialis
Midila equatorialis là một loài bướm đêm trong họ Crambidae.